# Saint-Fargeau (métro de Paris)
Pour les articles homonymes, voir Saint-Fargeau.
Saint-Fargeau est une station de la ligne 3 bis du métro de Paris, située dans le 20e arrondissement de Paris.

## Situation
La station est établie sous l'avenue Gambetta au niveau de la place Saint-Fargeau, à l'intersection avec la rue Haxo et la rue Saint-Fargeau, dans le quartier éponyme. Approximativement orientée selon un axe nord-sud, elle s'intercale entre le terminus nord de Porte des Lilas et la station Pelleport.
En direction de Gambetta, elle est précédée par l'amorce des raccordements dits voie des Fêtes et voie Navette, assurant une double jonction avec la ligne 7 bis depuis la station fantôme Porte des Lilas - Cinéma : le premier est relié à la station Place des Fêtes via une seconde station fantôme, Haxo, tandis que le second aboutit au terminus « commercial » de la ligne 7 bis, Pré-Saint-Gervais.

## Histoire
La station est ouverte le 27 novembre 1921 avec la mise en service du quatrième prolongement de la ligne 3, depuis Gambetta jusqu'à Porte des Lilas.
Elle doit sa dénomination à son implantation sous la place Saint-Fargeau, au croisement avec la rue homonyme, ces deux voies rendent hommage à l'homme politique Louis-Michel Lepeletier de Saint-Fargeau (1760-1793) qui, de député de la noblesse, devint révolutionnaire. La station est ainsi la seule du réseau à porter le nom d'un saint qui n'en soit pas un à proprement parler.
Le 27 mars 1971, elle est cédée à la ligne 3 bis, dont la création à cette même date résulte du débranchement du tronçon entre Gambetta et Porte des Lilas de la ligne 3 sous la forme d'une navette autonome, afin de prolonger la ligne initiale depuis Gambetta jusqu'à son terminus actuel de Gallieni le 2 avril suivant. Ce remaniement est décidé afin d'irriguer le secteur de la porte de Bagnolet, jusqu'alors insuffisamment desservi par les transports en commun malgré une forte demande, tout en évitant une exploitation en fourche compte tenu du déséquilibre de trafic escompté entre les deux branches.
Dans le cadre du programme « Renouveau du métro » de la RATP, les couloirs de la station et l'éclairage des quais sont rénovés le 12 novembre 2003.
Cette station constitue le point d'arrivée de l'itinéraire le plus court d'un voyageur qui désirerait emprunter chacune des lignes du métro de Paris (le point de départ de ce parcours étant fixé à la station Cambronne sur la ligne 6), selon un étude algorithmique menée en 2018 par Florian Sikora, maître de conférence à l'université Paris-Dauphine.

### Fréquentation
Selon les estimations de la RATP, la station a vu entrer 716 699 voyageurs en 2019, ce qui la place à la 294e position des stations de métro pour sa fréquentation sur 302,. En 2020, avec la crise du Covid-19, son trafic annuel tombe à 339 164 voyageurs, ce qui la maintient toutefois au 294e rang mais cette fois-ci sur 304,, avant de remonter progressivement en 2021 avec 472 258 entrants comptabilisés, la reléguant cependant à la 297e position des stations du réseau pour sa fréquentation cette année-là, toujours sur 304,.

## Services aux voyageurs

### Accès
La station dispose d'un unique accès intitulé « Place Saint-Fargeau », débouchant sur la place précitée face à l'avenue Gambetta. Il se présente sous la forme d'un édicule original avec bas reliefs et décoration de faïences, dessiné en 1922 par Charles Plumet. Du fait de l'importante profondeur des quais, il comporte une paire d'ascenseurs entourés d'une série de sept escaliers fixes, lesquels conduisent à la salle de distribution. Ce modèle d'édicule propre à la ligne 3 bis ne se retrouve qu'aux deux stations encadrantes, Pelleport et Porte des Lilas, également enfouies à grande profondeur.

Accès à la station
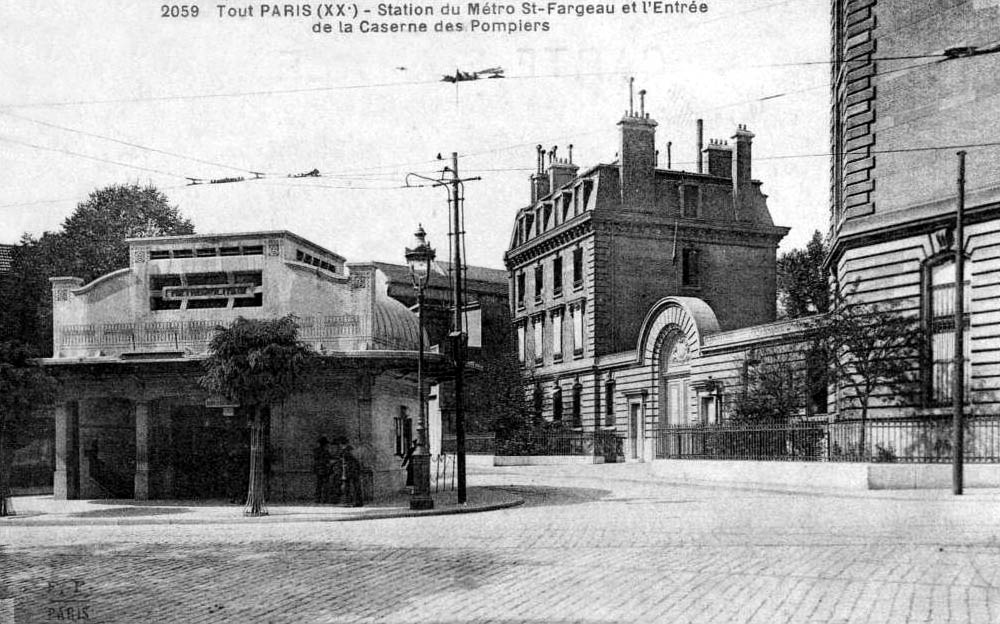
L'édicule d'accès de la station, vers 1920.
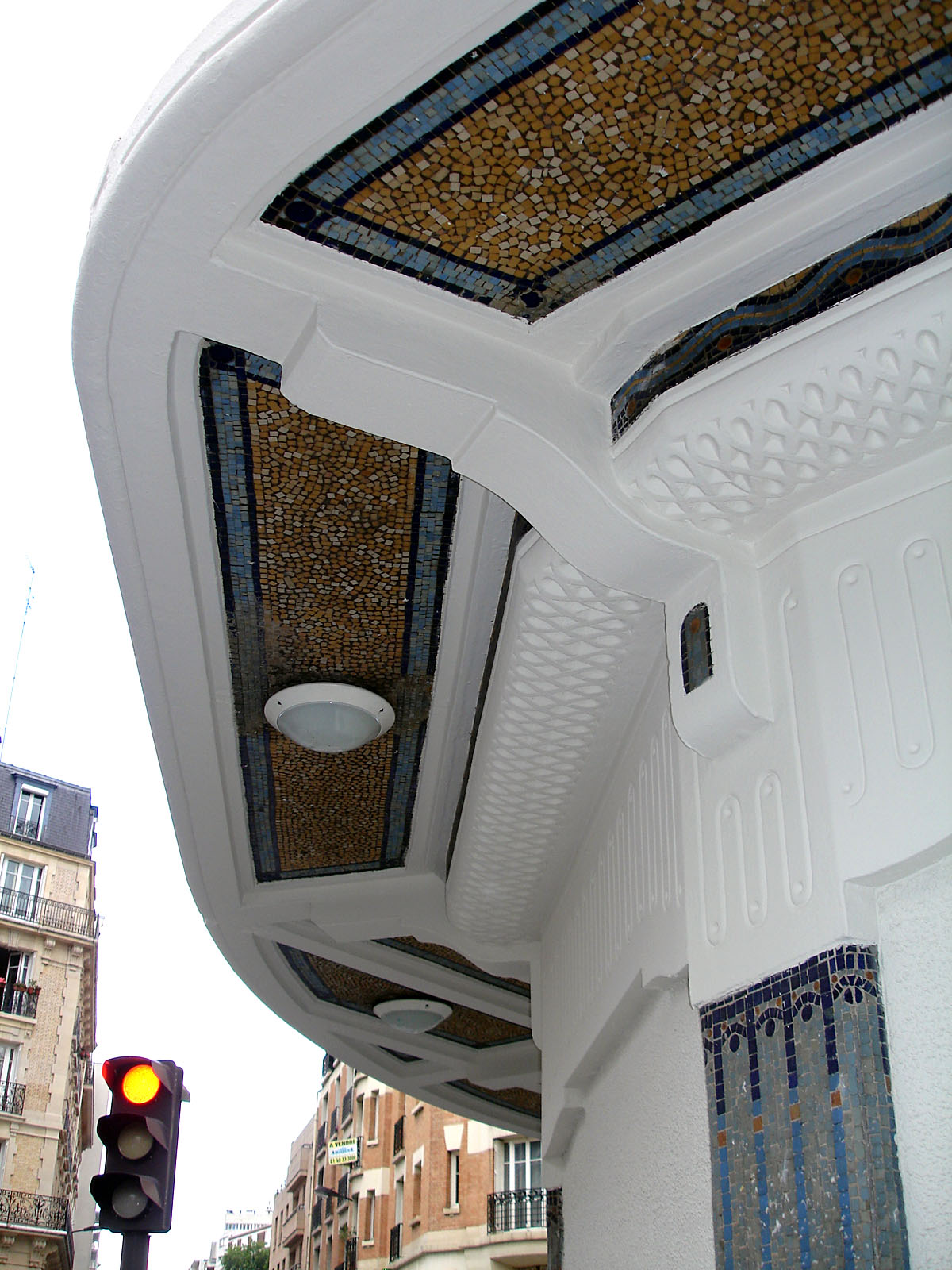
Décoration de l'édicule.
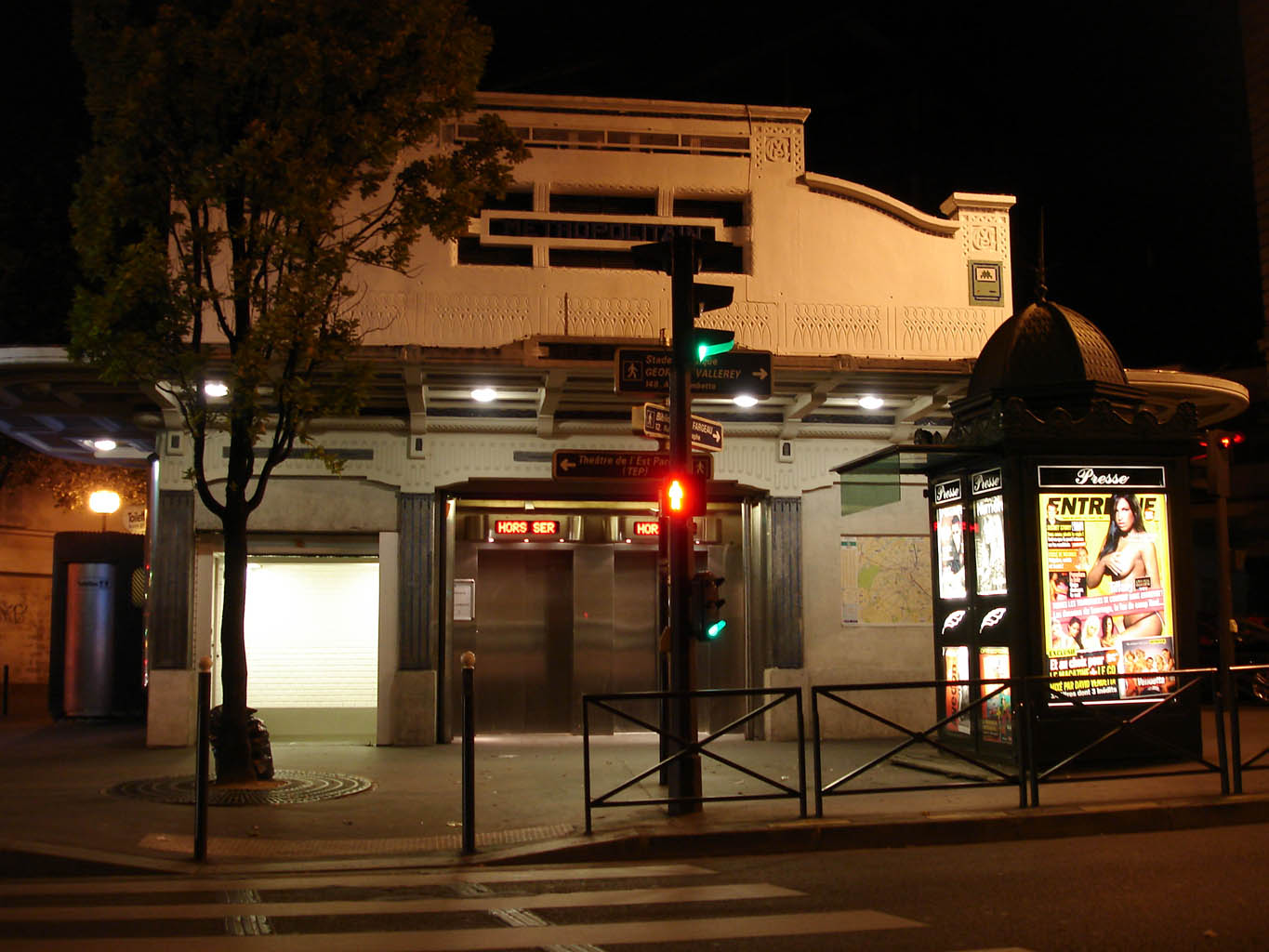
L'édicule vu de nuit.

### Quais
Saint-Fargeau est une station de configuration standard pour le métro de Paris : elle possède deux quais, d'une longueur conventionnelle de 75 mètres, séparés par les voies du métro situées au centre et la voûte est elliptique. Cette dernière se distingue cependant par sa hauteur légèrement supérieure à la norme et par sa forme plus élancée, en raison de la profondeur importante des quais, liée aux contraintes géologiques du nord-est parisien. Ce profil caractéristique se retrouve aux stations encadrantes Pelleport et Porte des Lilas ainsi qu'aux stations Pyrénées, Jourdain et Place des Fêtes sur la ligne 11, également enfouies à grande profondeur, ou encore à Pont-Neuf et Châtelet sur la ligne 7.
La décoration est du style utilisé pour la majorité des stations du métro : les bandeaux d'éclairage sont blancs et arrondis dans le style « Gaudin » du renouveau du métro des années 2000, et les carreaux en céramique blancs biseautés recouvrent les pieds-droits, la voûte ainsi que les tympans. Les cadres publicitaires sont en faïence de couleur miel à motifs végétaux et le nom de la station est également incorporé dans la céramique murale, selon le style décoratif d'entre-deux-guerres de la CMP d'origine. Les sièges de style « Motte » sont blancs.
À l'exception de la teinte des assises, cette décoration est totalement identique à celle de la station voisine, Pelleport.

Quais de la station
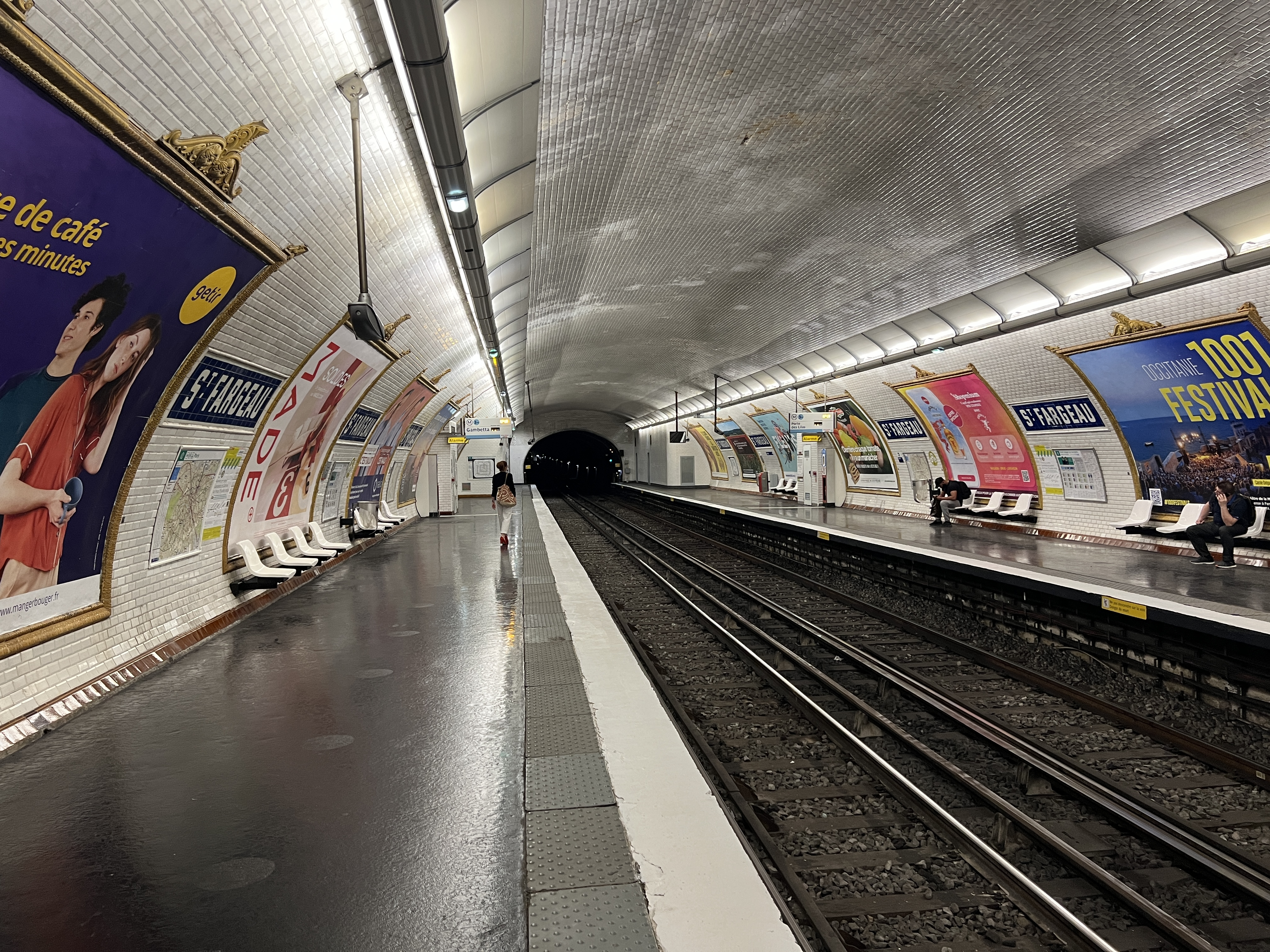
Les quais de la station.
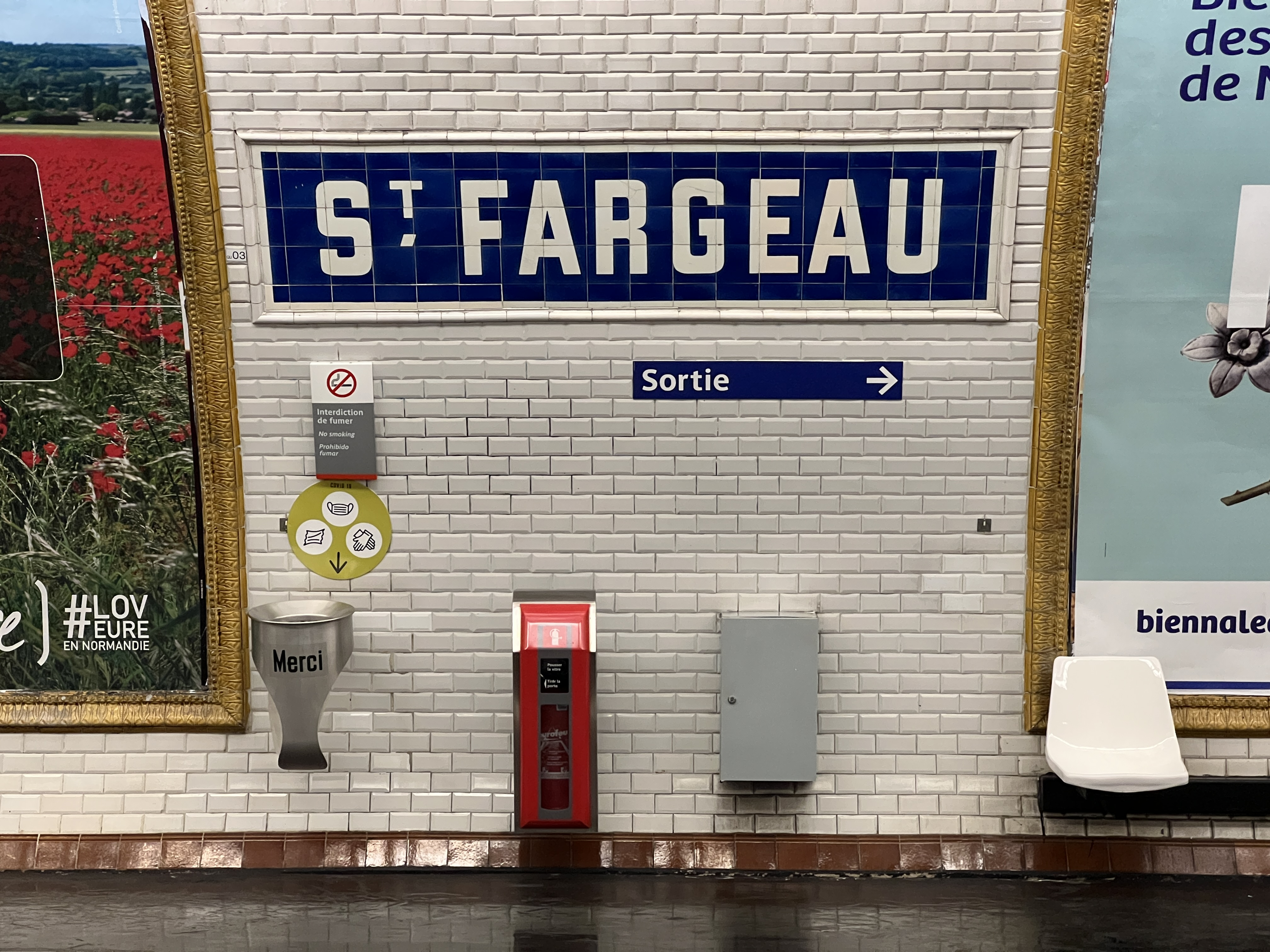
Un piédroit de la station.
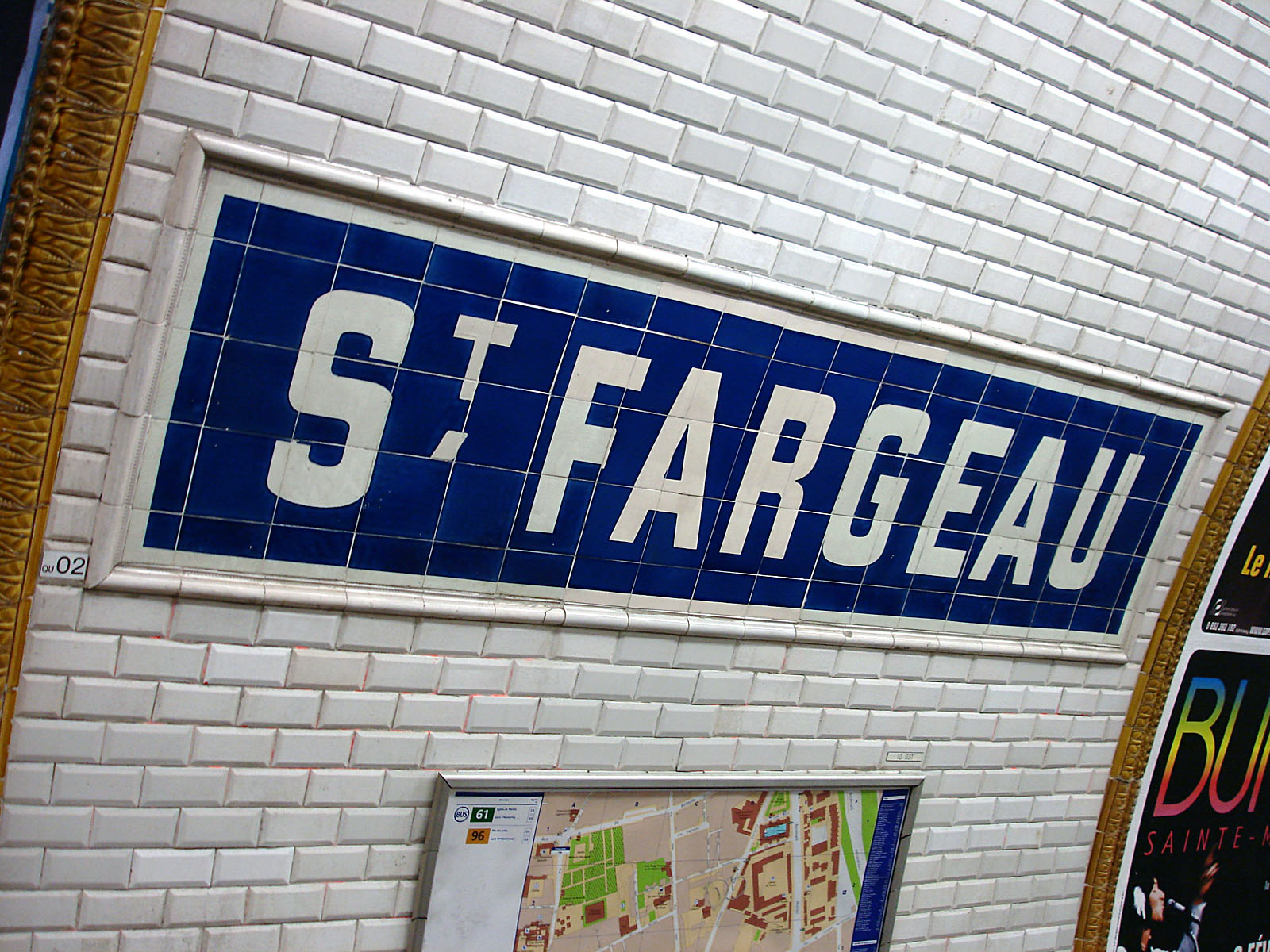
Faïence murale indiquant le nom de la station

### Intermodalité

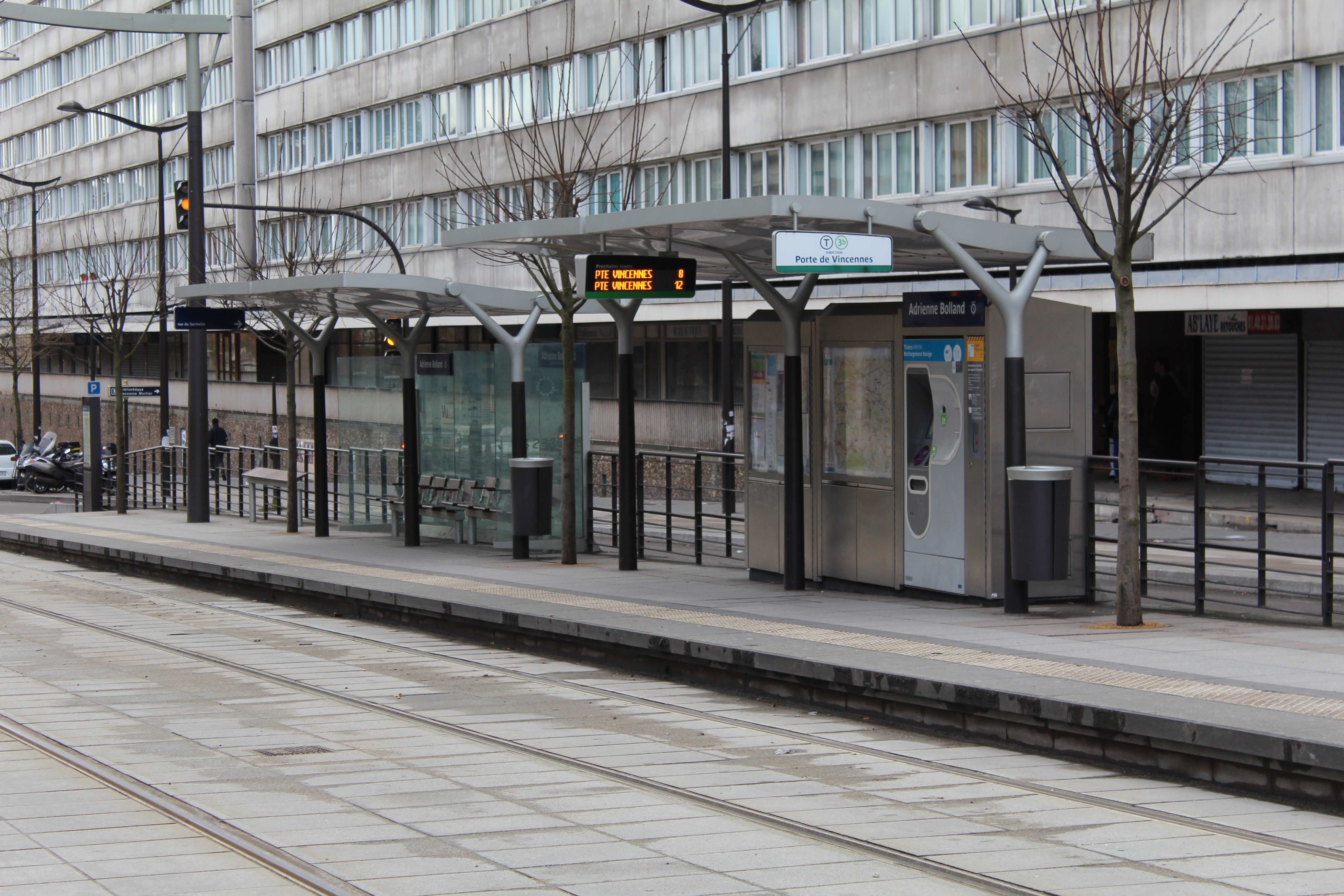
La station Adrienne Bolland sur la ligne de tramway T3b.

La station est desservie par les lignes 61, 64 et 96 du réseau de bus RATP.
Depuis le 15 décembre 2012, une correspondance à distance est également possible avec la station Adrienne Bolland de la ligne de tramway T3b, en empruntant la rue Saint-Fargeau entre la place éponyme et le boulevard Mortier. Cette connexion ne figure cependant pas sur les plans, compte tenu de la possibilité de relier les deux lignes beaucoup plus rapidement à la station Porte des Lilas.

## À proximité
- Théâtre Ouvert (anciennement situé au 4 bis, cité Véron dans le 18e arrondissement de Paris, remplaçant depuis 2021 le théâtre Le Tarmac)
- Réservoir de Ménilmontant
- Jardin Paule-Minck
- Caserne des Tourelles (siège de la DGSE)
- Piscine Georges-Vallerey
- Église Notre-Dame-des-Otages
- Église Notre-Dame-de-Lourdes
- Square Léon-Frapié
- Jardin Frida-Kahlo (anciennement jardin de la Dalle-Fougères ou square Fougères-Sud)
- Square Emmanuel-Fleury